# Kong
Kong Inc.（コング）は、アプリケーションプログラミングインタフェース（API）やマイクロサービスを管理、監視、拡張するためのオープンソースプラットフォームやクラウドサービスを提供するソフトウェア企業である。

## 主な提供製品
- 「Kong Gateway」オープンソースの API ゲートウェイ
- 「Kong Enterprise」オープンソースの Kong Gateway 上に構築された API プラットフォーム
- 「Kong Konnect」サービス コネクティビティ プラットフォーム
- 「Kuma」オープンソースのサービス メッシュ
- 「Kong Mesh」オープンソースの Kuma 上に構築されたエンタープライズ レベルのサービス メッシュ
- 「Insomnia」オープンソース API 設計およびテスト ツール

## 歴史
元となる製品は、2009 年にイタリアのミラノで開発され、米国では Mashape, Inc. として最初に法人化された。
オリジナルのプロジェクトは、サード パーティーの製品やサービスから異なる機能や UI 要素を集約するために使用されるマッシュアップ (Web アプリケーションのハイブリッド) プラットフォームであったが、製品開発の過程で数多くの API を扱うにつれ、拡大する API 市場を整理するための統一ハブを作ることを思いつく。
2010年 11月にはアルファ版が登場し、2011年 6月にはプライベート ベータ版を公開。2010年には、最初のエンジェル資金と、さらに 1,500,000 ドルのシード資金を獲得し、その後、2011年にはいくつかの買収提案を断ることとなった。
2015年、Mashape は Kong というオープンソース プロジェクトを立ち上げ、後にシリーズ B で 1,800 万ドルの資金を確保することに成功。その後、会社の軸足を新しい Kong  ビジネスに移すこととした上で、Mashape は API マーケットプレイス を RapidAPI に売却し、会社のブランドを Kong Inc. に変更した。
2019年 Kong はオープンソースの API テスト プラットフォームである Insomnia を買収した。
2024年 Gartner Magic QuadrantのAPI Management部門で5年連続の”リーダー“を獲得。
2024年11月19日、シリーズEの追加資金調達ラウンドで1億7500万ドルを調達し、評価額が20億ドルを達成。

## Kong株式会社
2023年11月 Japan Cloudと合弁事業として日本法人Kong株式会社を設立
2024年7月 Kong株式会社　代表取締役社長として有泉大樹が就任
2025年1月現在、サイオステクノロジー、XLSOFT、NTTデータ、電通総研、TIS、クラスメソッド、システムアイなどアライアンスパートナーも着々と増えてきている。

## テクノロジ
2015年、Mashape は、Nginx と Cassandra/PostgreSQL の上に構築され、パフォーマンスと信頼性の向上を謳った API とマイクロ サービス向けの管理レイヤー「Kong」をオープンソースでリリース。Kong は Mashape のマーケットプレイスのメイン エンジンとなる。